# サンティアゴ・デ・カリ
サンティアゴ・デ・カリ（スペイン語: Santiago de Cali）、通称カリは、コロンビアの都市。コロンビアで3番目に人口が多い大都市で、バジェ・デル・カウカ県（Valle del Cauca）の県都。

## 概要
人口は約222万人で、首都ボゴタ、メデジンに続いて3番目に人口の多い都市である。コロンビア西部の中心都市であり、バジェ大学などの高等教育機関が立地している。内陸都市だが、太平洋沿岸の港湾都市ブエナベントゥーラと結びつきが強く製造業が集積している。

## 地理
カウカ川上流域の谷に位置している。標高は約1000mである。川の流れは北向であり、カリブ海に注いでいる。山脈が川の両側にあるため東西方向の移動は容易ではない。太平洋まで約80kmだが、道路が整備される前は人や物の移動は少なかった。
サバナ気候に属し四季の変化はないが、雨季と乾季がある。年間雨量は900mmほどであまり多くない。気温は概ね31℃から18℃の間である。

## 歴史
1536年7月25日にスペイン人の征服者セバスティアン・デ・ベラルカサル (Sebastián de Belalcázar) によって創立されたカリは、アメリカ大陸の中でも一番古い町のひとつとして知られる。

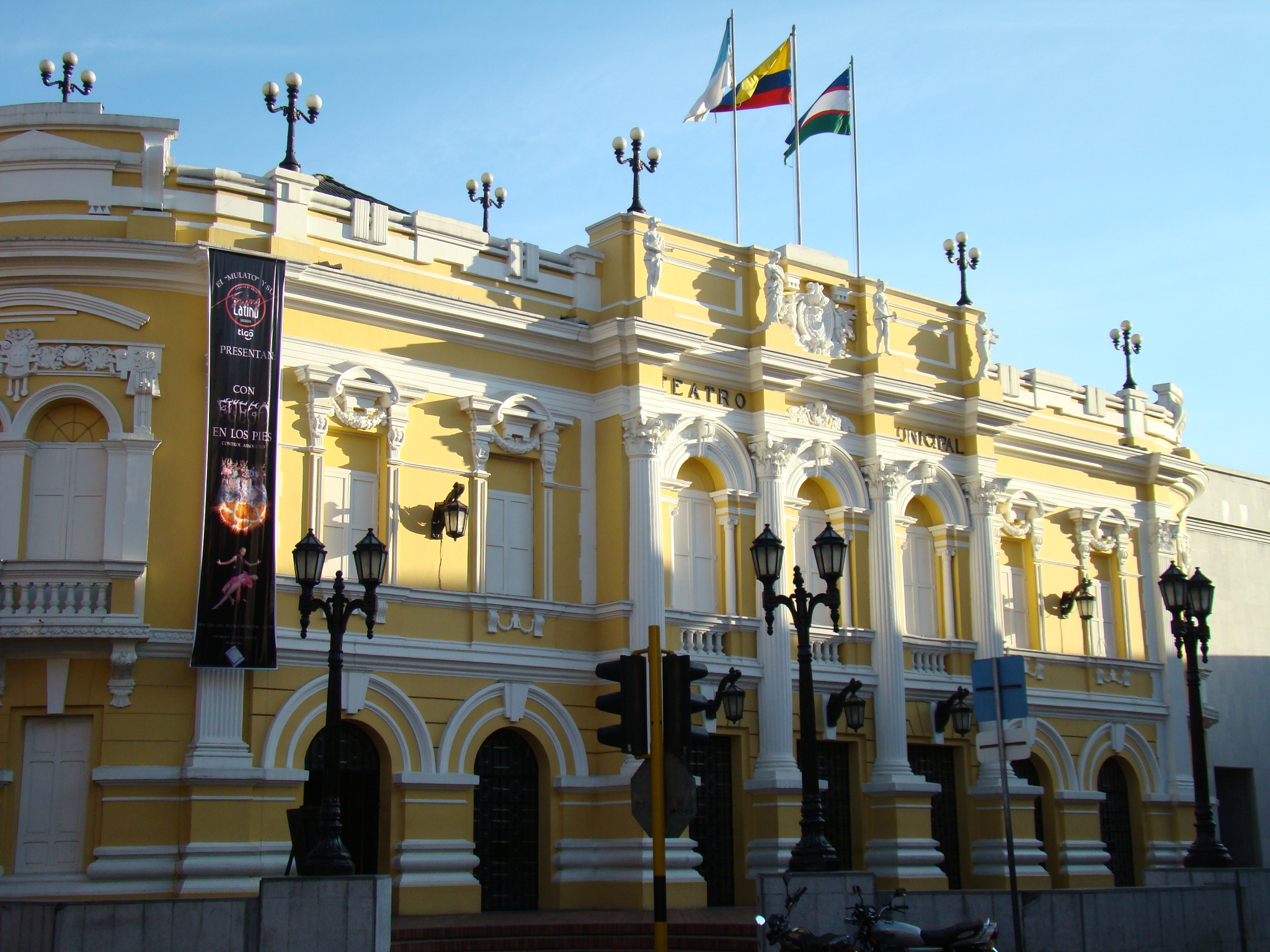
市立劇場
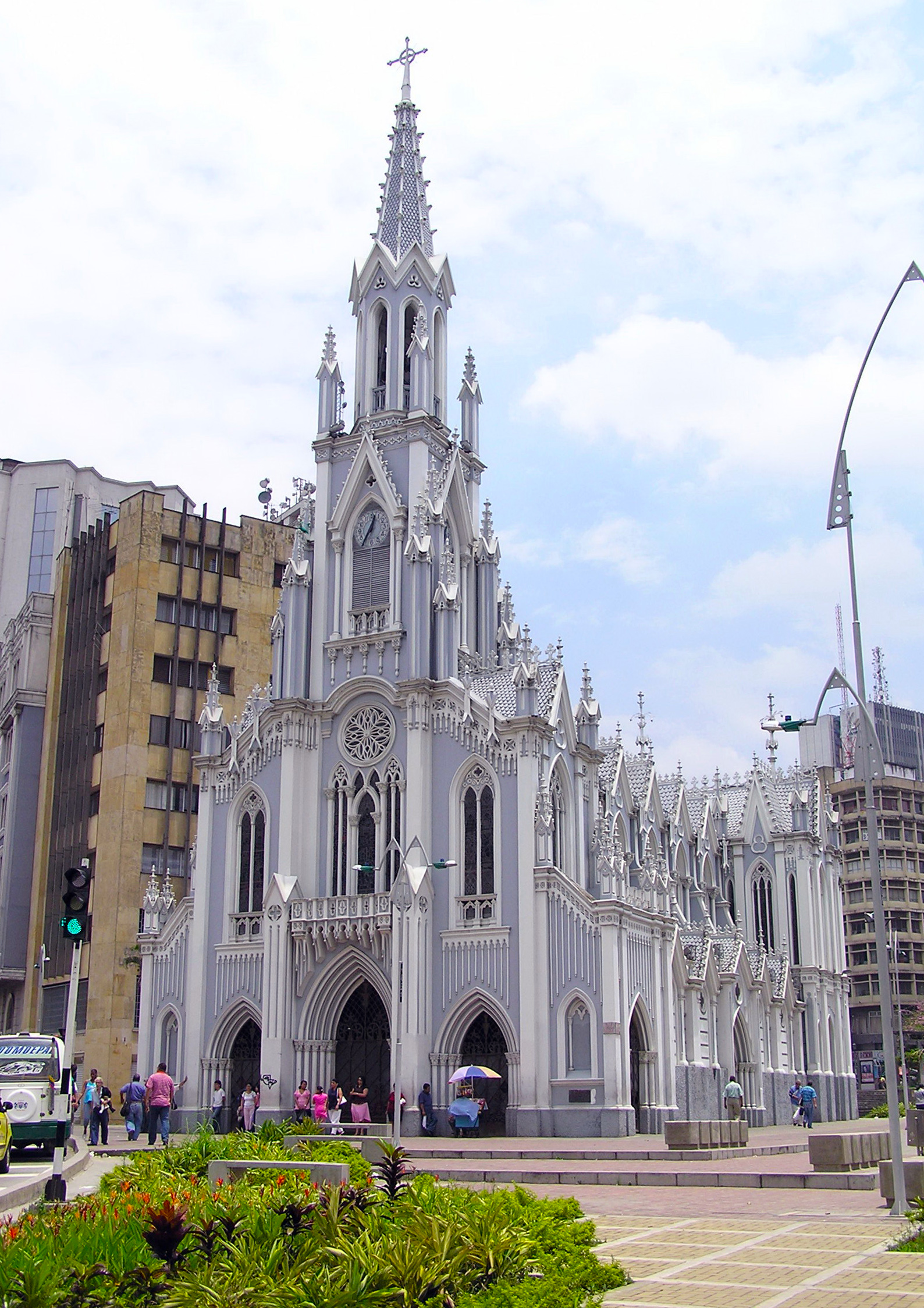
Ermita教会
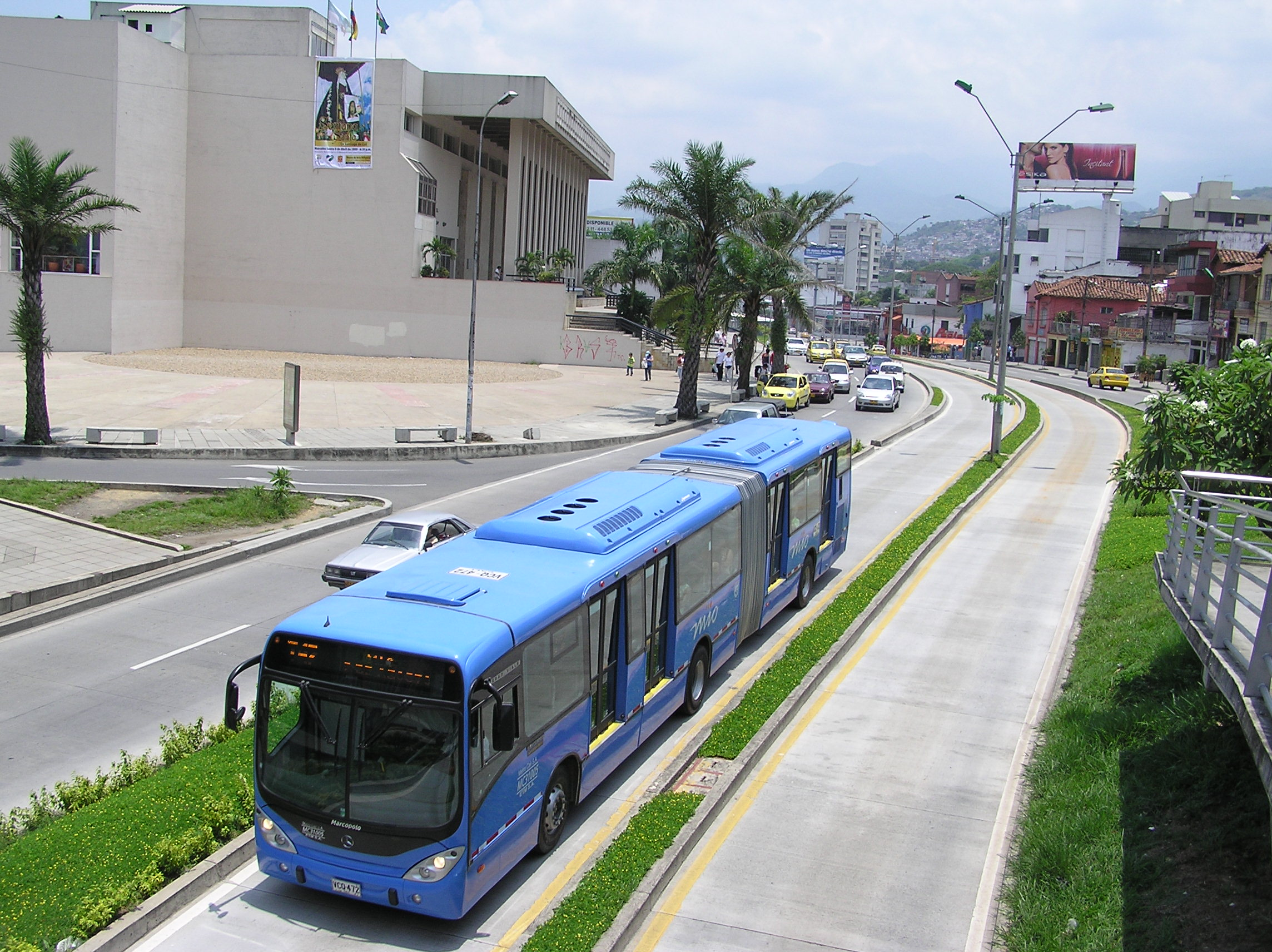
バス専用レーン
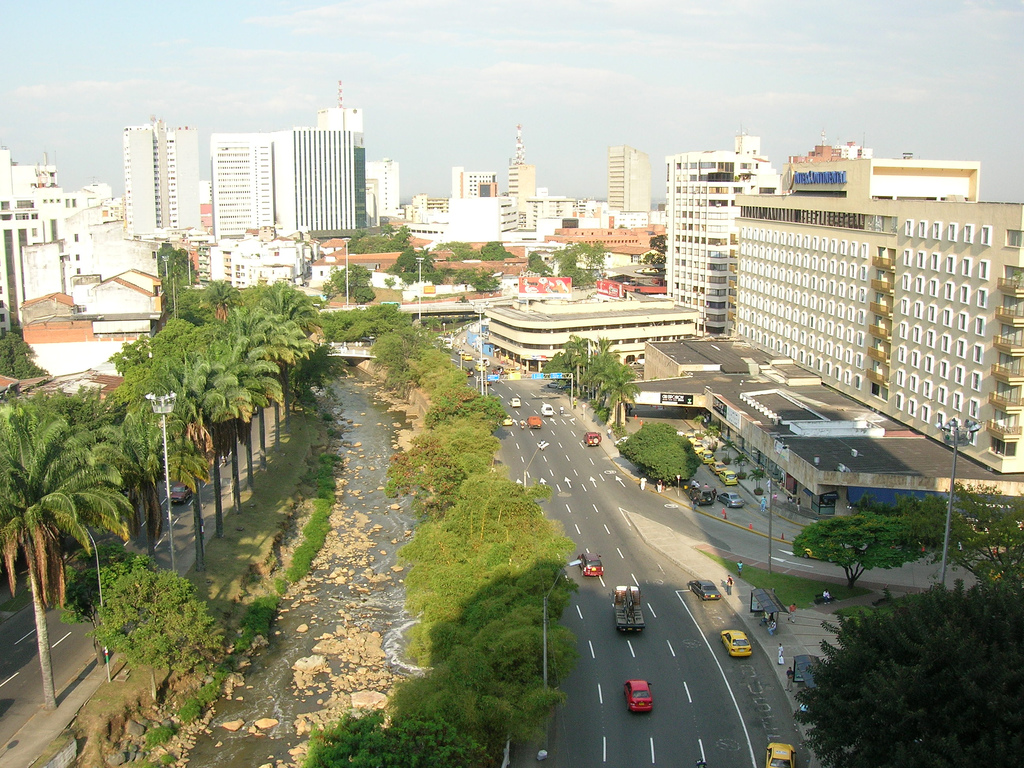
市街
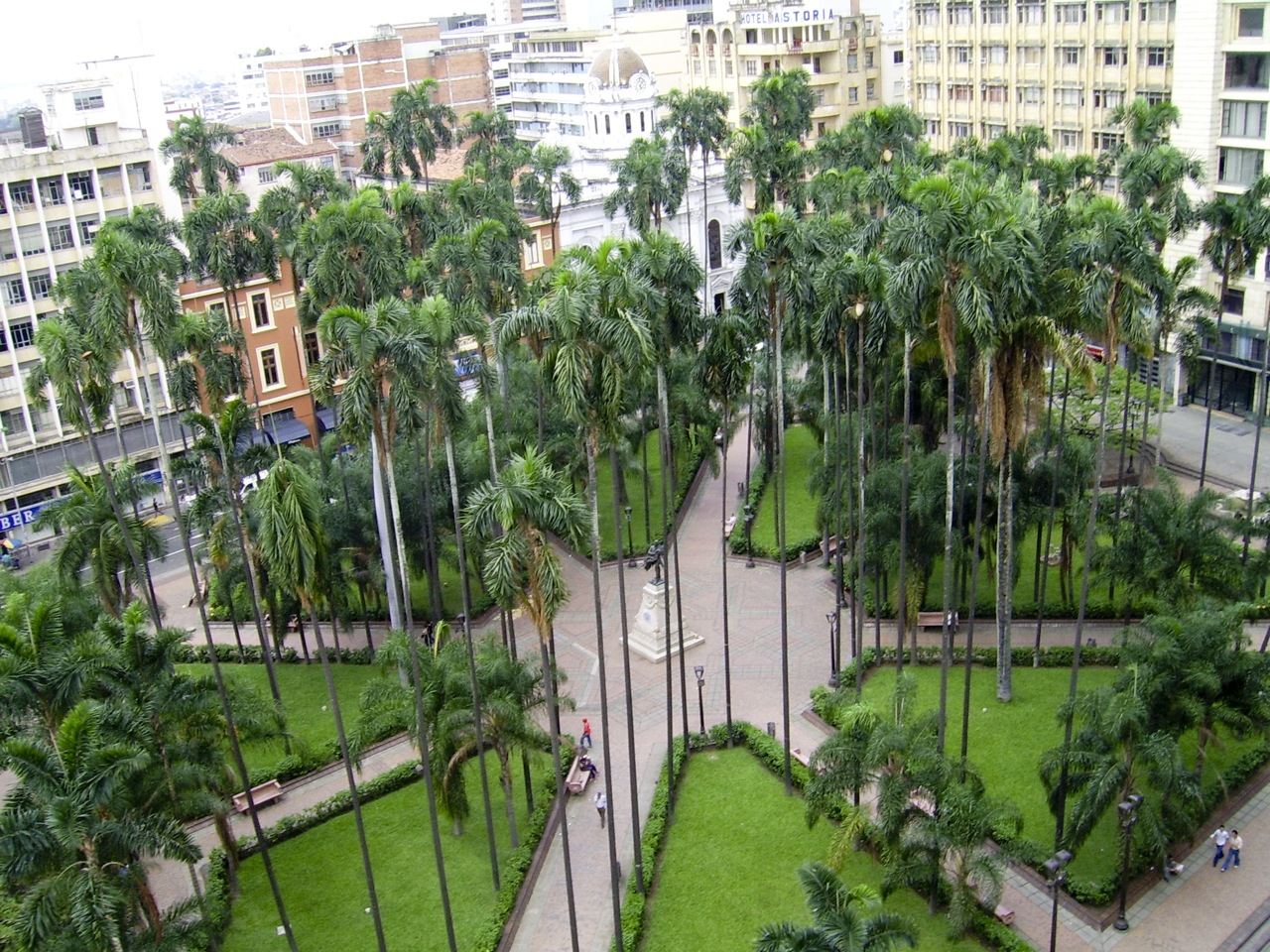
広場

## 交通
アルフォンソ・ボニーラ・アラゴン国際空港が20km北東にある。

## スポーツ
カリは、コロンビア有数の強豪サッカークラブであるアメリカ・デ・カリとデポルティーボ・カリの本拠地である。この2チームは歴史も古く、国内リーグの優勝回数も多い。両者の直接対決はクラシコ・バジェカウカーノ（Clásico Vallecaucano、バジェ・デル・カウカ県ダービー）と呼ばれている。2022年にはU20世界陸上競技選手権大会が開催された。

## 参考
DANE（国立統計局）2005年国勢調査 http://www.dane.gov.co/files/censo2005/resultados_am_municipios.pdf

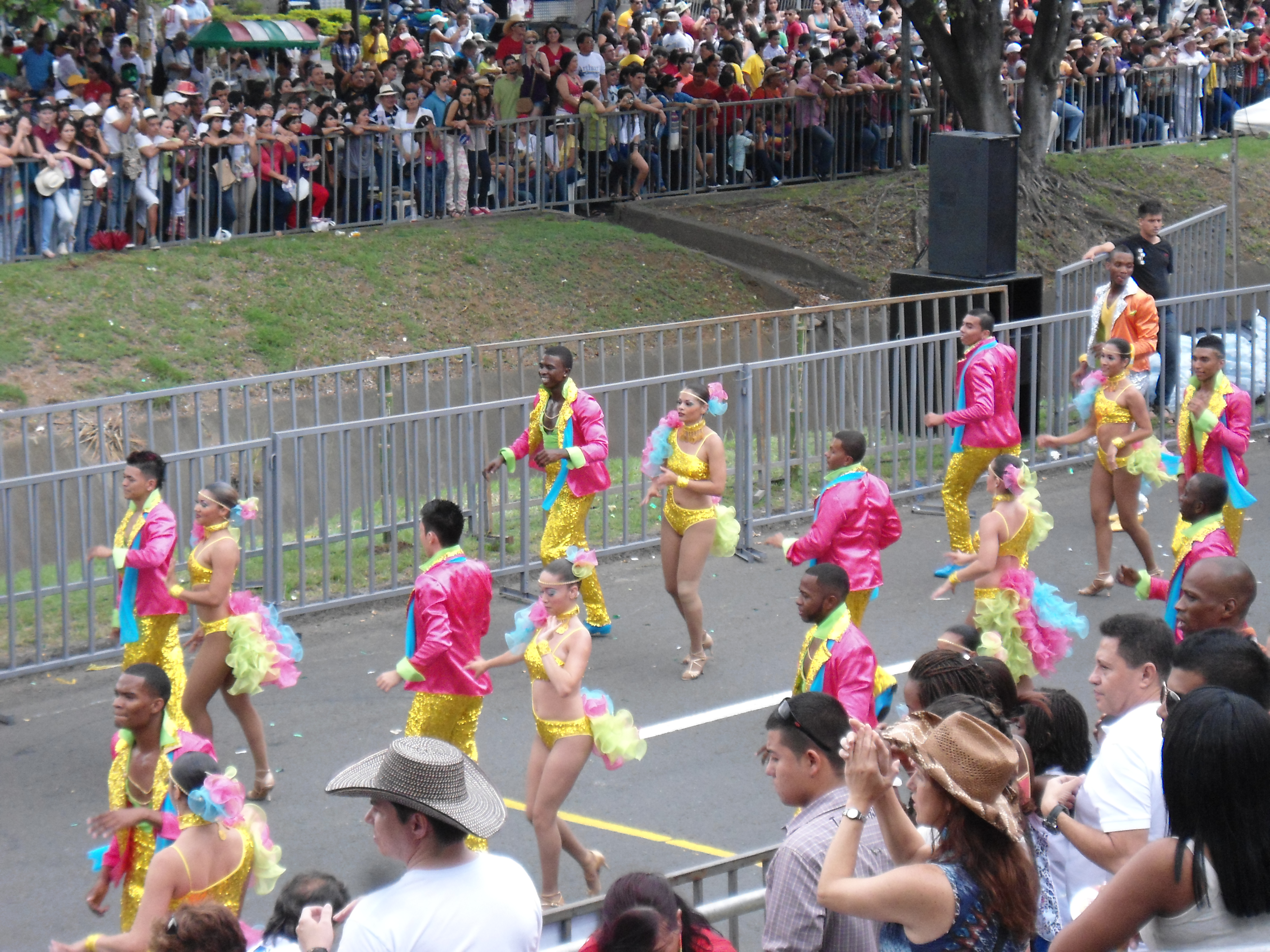
祭り、カリはサルサの首都と呼ばれる